# Lophocharis curvata
Lophocharis curvata är en hjuldjursart som beskrevs av Berzinš 1982. Lophocharis curvata ingår i släktet Lophocharis och familjen Mytilinidae. Inga underarter finns listade i Catalogue of Life.